# Crescent (album Johna Coltrane’a)
Crescent – album studyjny amerykańskiego saksofonisty jazzowego Johna Coltrane’a, nagrany i wydany w 1964 z numerem katalogowym AS-66 przez Impulse! Records.

## Powstanie
Materiał na płytę został zarejestrowany 27 kwietnia (utwory A–2, B–1 i B–2) i 1 czerwca (utwory A–1 i A–3) 1964 roku przez Rudy'ego Van Geldera w należącym do niego studiu (Van Gelder Studio) w Englewood Cliffs w stanie New Jersey. Produkcją albumu zajął się Bob Thiele. Wszystkie utwory zostały skomponowane przez Johna Coltrane’a.

## Lista utworów
Opracowano na podstawie materiału źródłowego.
Wydanie LP
Strona A
| Nr | Tytuł utworu     | Długość |
| -- | ---------------- | ------- |
| 1. | „Crescent”       | 8:41    |
| 2. | „Wise One”       | 9:00    |
| 3. | „Bessie’s Blues” | 3:32    |
|    |                  | 21:13   |

Strona B
| Nr | Tytuł utworu      | Długość |
| -- | ----------------- | ------- |
| 1. | „Lonnie’s Lament” | 11:45   |
| 2. | „The Drum Thing”  | 7:22    |
|    |                   | 19:07   |

## Twórcy
Opracowano na podstawie materiału źródłowego.
Muzycy:
- John Coltrane – saksofon tenorowy
- McCoy Tyner – fortepian
- Jimmy Garrison – kontrabas
- Elvin Jones – perkusja

Produkcja:
- Bob Thiele – produkcja muzyczna
- Rudy Van Gelder – Inżynier dźwięku
- Nat Hentoff – liner notes
- Michael Cuscuna – produkcja muzyczna (reedycja z 1996)